# Монарх строкатокрилий
Монарх строкатокрилий (Symposiachrus barbatus) — вид горобцеподібних птахів родини монархових (Monarchidae). Мешкає на Соломонових островах.

## Підвиди
Виділяють два підвиди:
- S. b. barbatus (Ramsay, EP, 1879) — Соломонові острови;
- S. b. malaitae (Mayr, 1931) — острів Малаїта.

## Поширення і екологія
Строкатокрилі монархи мешкають на Соломонових островах. Вони живуть у вологих тропічних лісах.

## Збереження
МСОП вважає стан збереження цього виду близьким до загрозливого. Строкатокрилим монархам загрожує знищення природного середовища.